# Une échelle pour Damas
Pour plus de détails, voir Fiche technique et Distribution.
Une échelle pour Damas (titre original arabe : سلم الى دمشق, Soullam ila Dimashq), réalisé par Mohamed Malas, est un film syrien de langue arabe, sorti en 2013.
C'est le seul film syrien sélectionné au Festival international du film de Toronto 2013 dans la section Contemporary World Cinema.
Ce film, tourné en 2011, avec l'autorisation officielle, a été modifié, dans son scénario et sa réalisation, par les événements de la guerre civile syrienne, qui ont démarré pendant son tournage à Damas.

## Distribution
- Najla el Wa'za
- Lara Saade
- Bilal Martini
- Gianna Aanid
- Mohamad Zarzour

## Distinctions

### Nominations
- Festival international du film de Toronto 2013 : sélection « Contemporary World Cinema »